# راجنار هارجريفز
راجنار هارجريفز (بالنرويجية البوكمول: Ragnar Hargreaves)‏ هو متسابق يخت نرويجي، ولد في 22 مارس 1907 في أوسلو في النرويج، وتوفي في 18 فبراير 1965.

## وصلات خارجية
- راجنار هارجريفز على موقع أوليمبيديا (الإنجليزية)